# 文苑堂 (出版社)
株式会社文苑堂（ぶんえんどう）は、東京都千代田区神田神保町に本社を置く、書籍・雑誌・マルチメディア商品等の取次販売（書籍卸売業）及び出版社の発売元代行を行う日本の企業。2003年（平成15年）8月に株式会社文苑堂東京店から商号変更した。神田の出版取次会社で構成される東京出版物卸業組合（通称：神田村）に加盟。

## 概要
1955年（昭和30年）の設立時から書籍、雑誌等の出版取次を事業の主体としているが、1980年代後半から出版物の発売代行も手掛けるようになり、2013年（平成25年）に自社が発行元となる成年向けアンソロジーコミック（BBB COMICSレーベル）を、2014年（平成26年）には成人向け漫画雑誌の出版も手掛けている。

## 沿革
- 1937年（昭和12年）05月 - 松尾利惣により福岡にて創業
- 1955年（昭和30年）08月 - 文京区音羽町2-14に株式会社文苑堂東京店を設立
- 1964年（昭和39年）11月 - 本社を千代田区神田神保町1-55へ移転
- 1972年（昭和47年）06月 - 本社を千代田区神田神保町1-49へ移転
- 2000年（平成12年）09月 - 本社を千代田区神田神保町1-35（現在地）へ移転
- 2003年（平成15年）08月 - 株式会社文苑堂へ商号変更

## 出版物発売代行
- ファーイースト・アミューズメント・リサーチ
- レイルロード

### 過去に発売代行した出版物
- マロ編集部（ドリームメーカー）
- FOX出版
- ウェッジホールディングス

## 自社出版物
- BBB COMICS（成年向けアンソロジーコミック。2014年6月（BBB COMICS 009）を以て発行終了）
- COMIC EUROPA（コミックエウロパ、2014年4月5日創刊、隔月刊偶数月5日発売。2015年5月号を以て紙媒体での発行を終了し電子書籍化）
- COMIC BAVEL（コミックバベル、2014年12月22日創刊、当初は隔月刊で偶数月22日発売、2015年8月号より月刊となり毎月22日発売）
- EUROPA COMICS（COMIC EUROPAの単行本レーベル）
- BAVEL COMICS（COMIC BAVELの単行本レーベル）
- BAVEL DIGITAL COMICS（バベルデジタルコミックス、2015年5月29日創刊。成人向けアンソロジーなど。電子書籍のみ）

## 参考資料
- 株式会社 文苑堂 企業情報